# Cerros de Pariache
 Cerros de Pariache son montañas del Perú. Está ubicado en la región de Lima, en la zona suroeste del país, a 18 km al este de Lima, la capital del país.